# Rio Noi
O Rio Noi (em tailandês:  แม่น้ำน้อย), é um rio na Tailândia.

## Geografia
O rio Noi é um afluente do rio Chao Phraya. Originando-se no Chao Phraya Dam em Chai Nat e se junta-se novamente ao Chao Phraya no Bang Sai.

## História
O rio Noi foi o local original de Mueang Wiset Chai Chan, a localização de um acampamento birmanês histórico rota para a batalha no Bang Rachan.